# Vaskebræt
Et vaskebræt er et riflet/bølget plade af metal, træ eller glas i en træramme, med hvilket man vasker tøj. Dette gøres ved at gnide tøjet ved hjælp af en børste frem og tilbage på vaskebrættet, som holdes i en balje med vand.
Vaskebrættet anvendes også som musikinstrument indenfor slagtøjs-familien, hvor det enten slås an med børster eller med fingerbølslignende metalstykker på fingerspidserne. I denne musikalske funktion anvendes vaskebrættet først og fremmest indenfor jazz, blues samt skiffle-musikken, der har sit navn efter det engelske navn skiffleboard.
Ordet vaskebræt anvendes også af og til om andre ujævne overflader, blandt andet i forbindelse med omtale af veldefinerede mavemuskler.